# Bining
Bining (fràncic lorenès Binninge) és un municipi francès situat al departament del Mosel·la i a la regió del Gran Est. L'any 2007 tenia 1.182 habitants.

## Demografia

### Població
El 2007 la població de fet de Bining era de 1.182 persones. Hi havia 428 famílies, de les quals 84 eren unipersonals (52 homes vivint sols i 32 dones vivint soles), 112 parelles sense fills, 200 parelles amb fills i 32 famílies monoparentals amb fills.
La població ha evolucionat segons el següent gràfic:
Habitants censats

### Habitatges
El 2007 hi havia 496 habitatges, 450 eren l'habitatge principal de la família, 7 eren segones residències i 39 estaven desocupats. 465 eren cases i 28 eren apartaments. Dels 450 habitatges principals, 396 estaven ocupats pels seus propietaris, 43 estaven llogats i ocupats pels llogaters i 11 estaven cedits a títol gratuït; 1 tenia una cambra, 6 en tenien dues, 26 en tenien tres, 69 en tenien quatre i 348 en tenien cinc o més. 413 habitatges disposaven pel capbaix d'una plaça de pàrquing. A 153 habitatges hi havia un automòbil i a 261 n'hi havia dos o més.

### Piràmide de població
La piràmide de població per edats i sexe el 2009 era:
| Homes | Edats   | Dones |
| ----- | ------- | ----- |
| 0     | 95 o +  | 0     |
| 4     | 90 a 94 | 0     |
| 4     | 85 a 89 | 12    |
| 8     | 80 a 84 | 12    |
| 8     | 75 a 79 | 16    |
| 16    | 70 a 74 | 44    |
| 16    | 65 a 69 | 24    |
| 24    | 60 a 64 | 16    |
| 36    | 55 a 59 | 24    |
| 32    | 50 a 54 | 24    |
| 56    | 45 a 49 | 32    |
| 88    | 40 a 44 | 48    |
| 40    | 35 a 39 | 76    |
| 40    | 30 a 34 | 36    |
| 36    | 25 a 29 | 20    |
| 20    | 20 a 24 | 36    |
| 24    | 15 a 19 | 52    |
| 52    | 10 a 14 | 56    |
| 24    | 5 a 9   | 56    |
| 20    | 0 a 4   | 16    |

## Economia
El 2007 la població en edat de treballar era de 810 persones, 587 eren actives i 223 eren inactives. De les 587 persones actives 532 estaven ocupades (302 homes i 230 dones) i 55 estaven aturades (17 homes i 38 dones). De les 223 persones inactives 85 estaven jubilades, 52 estaven estudiant i 86 estaven classificades com a «altres inactius».

### Ingressos
El 2009 a Bining hi havia 457 unitats fiscals que integraven 1.179 persones, la mediana anual d'ingressos fiscals per persona era de 18.381 €.

### Activitats econòmiques
Dels 17 establiments que hi havia el 2007, 1 era d'una empresa alimentària, 1 d'una empresa de fabricació de material elèctric, 1 d'una empresa de fabricació d'altres productes industrials, 5 d'empreses de construcció, 2 d'empreses de comerç i reparació d'automòbils, 1 d'una empresa de transport, 2 d'empreses d'hostatgeria i restauració, 1 d'una empresa financera, 1 d'una entitat de l'administració pública i 2 d'empreses classificades com a «altres activitats de serveis».
Dels 6 establiments de servei als particulars que hi havia el 2009, 1 era una oficina bancària, 2 guixaires pintors, 1 fusteria i 2 restaurants.
L'any 2000 a Bining hi havia 25 explotacions agrícoles que ocupaven un total de 1.002 hectàrees.

## Equipaments sanitaris i escolars
L'únic equipament sanitari que hi havia el 2009 era una ambulància.
El 2009 hi havia 1 escola maternal i 1 escola elemental.

## Poblacions més properes
El següent diagrama mostra les poblacions més properes.